# 김찬 (축구 선수)
김찬(金澯, 2000년 4월 25일 ~ )는 대한민국의 축구 선수로, 포지션은 센터포워드, 오른쪽 측면 미드필더이며, 부산 아이파크 소속으로 현재 김천 상무로 군 복무 중이다.

## 클럽 경력
포항 스틸러스 유소년 시스템을 거쳤으며, 2019 시즌을 앞두고 포항 스틸러스에 우선지명되어 프로 무대에 입단했다.
2019 시즌 여름 이적시장에서 K리그2의 대전 시티즌으로 임대되어, 7경기 1골을 기록하였다.
2020년 1월, K리그2 충남 아산으로 임대되었다.
2022 시즌을 앞두고 부산 아이파크로 이적했다.

## 국가대표팀 경력
대한민국의 연령별 대표팀을 거쳤으며 U-17 대표팀 시절이던 2015년 12월 9일 일본과의 경기에 출전해 멀티골을 기록한 적 있다.